# لیشمانیا
لیشمانیا سرده‌ای است از مته‌تن‌سانان و عامل بیماری انگلی لیشمانیاز. عامل انتشار این انگل حشره‌ای به نام پشه خاکی است. میزبانان این انگل به‌طور عمومی مهره‌داران و به‌طور ویژه سگ‌سانان، جوندگان، خرگوش کوهی و انسان هستند.

## تاریخچه
این انگل به پاس زحمات کاشف آن، پزشک آسیب‌شناس اسکاتلندی، ویلیام بوگ لیشمن، در سال ۱۹۰۳ لیشمنیا نام گرفت.

## ساختار
لیشمانیا یک یوکاریوت تک یاخته است که دارای یک هستۀ مشخص و دیگر اندامک‌ها مانند کینتوپلاست و تاژک می‌باشد. در طول چرخهٔ زندگی، لیشمانیا بین دو ساختار مختلف تغییر شکل می‌دهد:
بخش اول چرخه زندگی انگل لیشمانیا، محدود به دستگاه گوارش ناقل پشه خاکی است. لیشمانیا در دستگاه گوارش پشه، دستخوش تغییرات متعددی می‌شود و از چندین شکل متمایز از نظر مورفولوژیکی و عملکردی به منظور ایجاد مراحل متاسیکلیک عفونی عبور می‌کند. این روند در ناقل، زمانی آغاز می‌شود که پشه خاکی ماده خون حاوی ماکروفاژهای آلوده به آماستیگوت‌ها - اشکال کوچک، غیر متحرک و گرد انگل را بخورد. درون خون خورده شده احاطه‌شده توسط ماتریکس پری‌تروفیک، آماستیگوت‌ها به پروماستیگوت‌های متحرک و تاژکدار تبدیل می‌شوند که تکثیر می‌شوند و به مجموعه‌ای از اشکال دیگر پروماستیگوت تبدیل می‌شوند (reviewed by Kamhawi 2006, Bates 2008, reviewed by Dostálová and Volf 2012).
در شرایط آزمایشگاهی می‌توان از آماستیگوت یا پروماستیگوت لیشمانیا برای شروع عفونت تجربی در پشه خاکی استفاده کرد. اگرچه کشت پروماستیگوت در آزمایشگاه بسیار آسانتر از آماستیگوت است ولی بلع آن توسط پشه خاکی ماده نمی‌تواند شرایطی را که در طبیعت سبب تولید پروماستیگوت‌های عفونت‌زا می‌شود تقلید کند؛ بنابراین بهترین روش برای به‌دست آوردن تعداد کافی آماستیگوت به منظور خوراندن به پشه خاکی، کشت آماستیگوت‌ها در رده‌های سلولی ماکروفاژ به عنوان بهترین انتخاب در نظر گرفته می‌شود (Sadlova et al. 2017)، اگرچه این فرایند نسبتاً پر زحمت و زمان بر است.

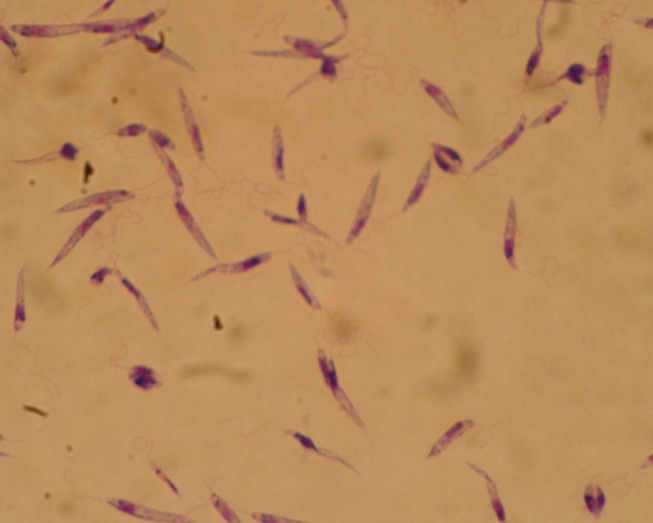
انگل لیشمانیا در شکل پروماستیگوت (بیرون سلولی، متحرک، ساختار کشیده)

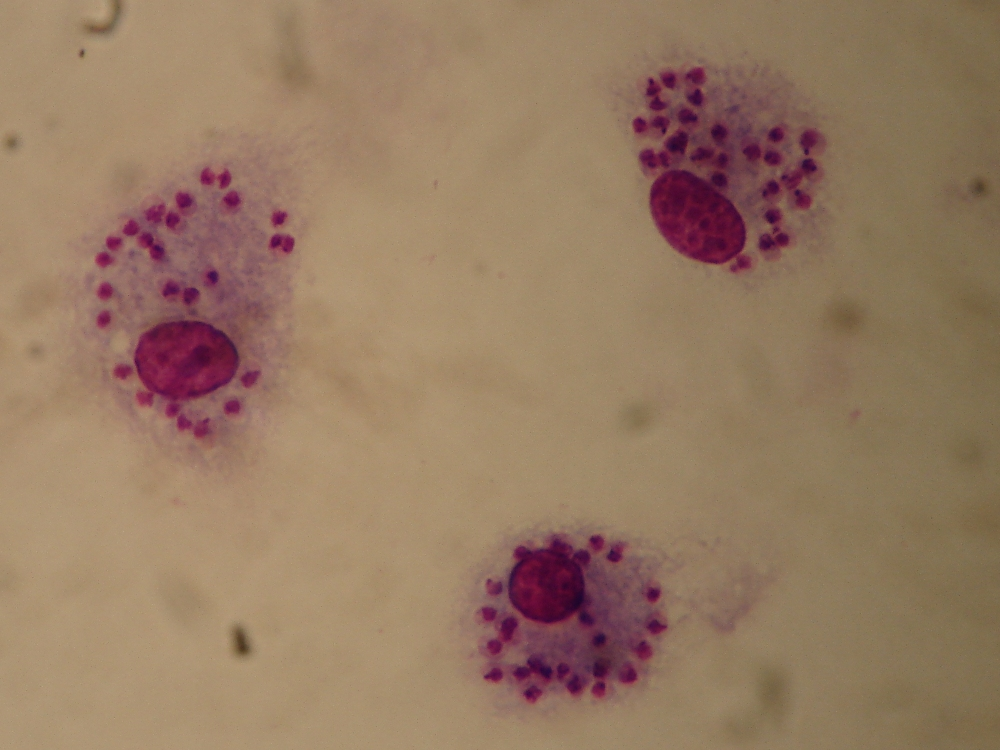
انگل لیشمانیا به شکل آماستیگوت (ساختار گرد و بی تحرک) در درون سلولهای ماکروفاژ.